# Sovrimpressione
La sovrimpressione nel cinema o doppia esposizione in fotografia, descrive una tecnica di fotomontaggio, generalmente operata direttamente in camera, utilizzando due o più riprese sulla stessa pellicola o due o più scatti sullo stesso fotogramma.  Risultano sovraimpressioni anche i sottotitoli dei dialoghi di un filmato, oppure qualsiasi tipo d'informazione sovraimpressa durante il programma (es: numeri di telefono, titoli di coda, etc) ed, in questo caso, il termine viene più spesso utilizzato nel gergo del settore televisivo.

Una televendita con delle scritte in sovrimpressione; in questo caso un numero di telefono, un sito e il nome del prodotto.